# Ministère de l'Unité nationale et de la Citoyenneté
Le ministère de l'Unité Nationale et de la Citoyenneté est un ministère guinéen crée le 5 octobre 2012 dont le ministre était Djalikatou Diallo.

## Titulaires depuis 2012
| Nom | Nom                  | Dates du mandat | Dates du mandat | Gouvernement(s)                         |  |
| --- | -------------------- | --------------- | --------------- | --------------------------------------- |  |
|     | Kalifa Gassama Diaby | 05/10/2012      | 14/11/2018      | Saïd Fofana I et II, Youla et Kassory I |  |
|     | Mamadou Taran Diallo | 18/11/2018      | 15/01/2021      | Kassory I                               |  |
|     | Djalikatou Diallo    | 29/04/2021      | 5/09/2021       | Kassory II                              |  |